# ノースサスカチュワン川

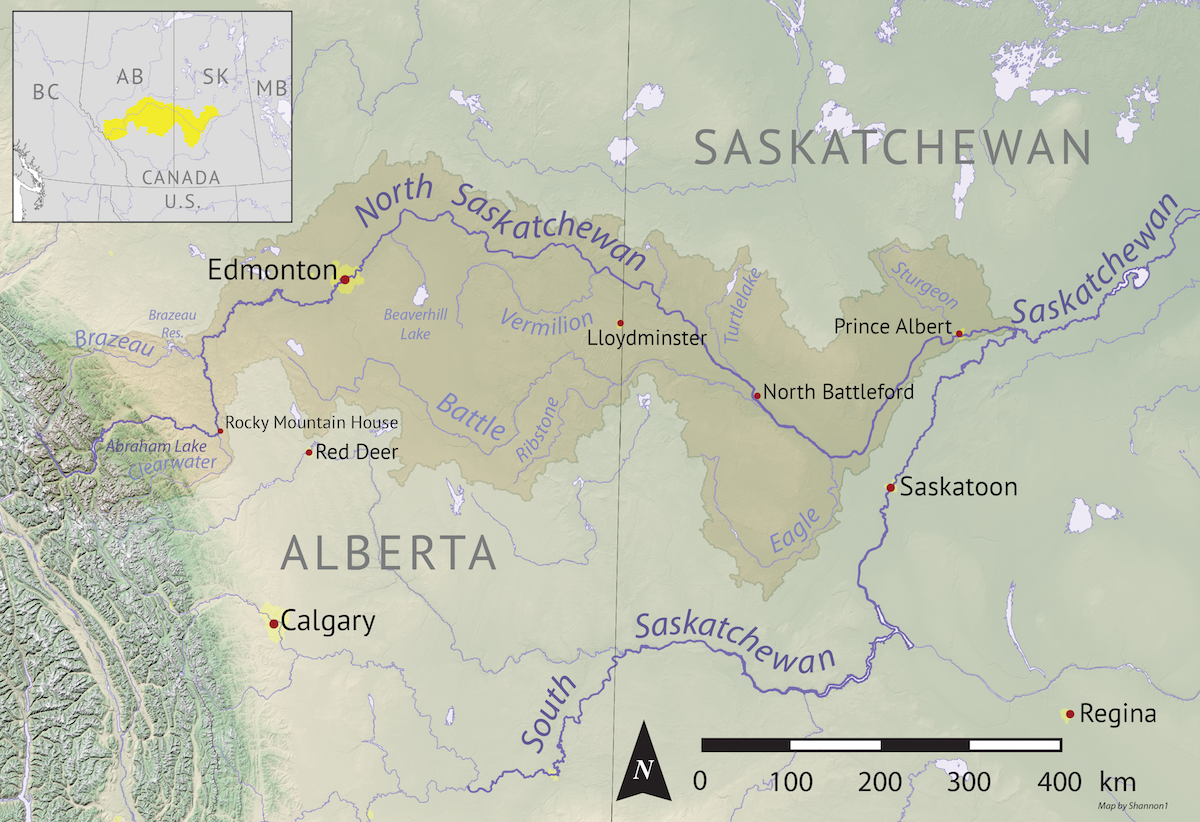
ノースサスカチュワン川流域

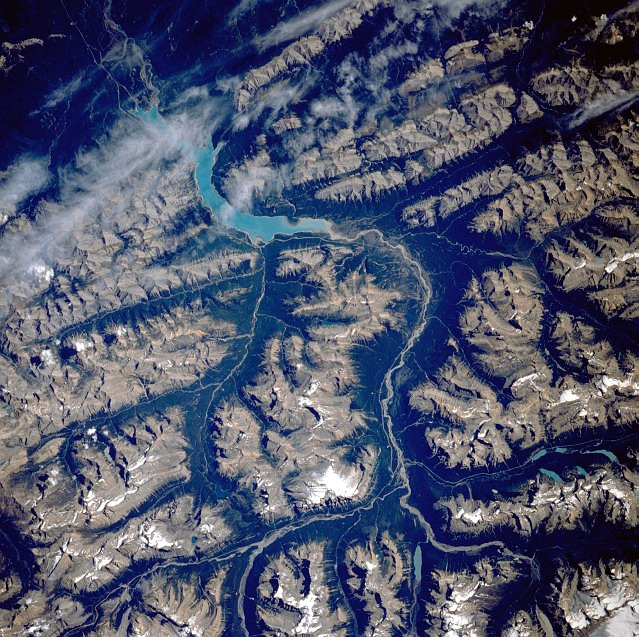
上流部のアブラハム湖付近の衛星画像。画面上が北東。

ノースサスカチュワン川（ノースサスカチュワンがわ、North Saskatchewan River）は、カナダのアルバータ州およびサスカチュワン州を流れる河川である。サスカチュワン川の支流である。

## 流路
源流はカナディアンロッキーに存在するコロンビア氷原の一部であるサスカチュワン氷河の先端（標高およそ1,800m）で、南東にアイスフィールド高速道路と並んでバンフ国立公園を流れる。David Thompson Highwayに沿って北東へ向きを変えて約10km流れ、次に東へ約30km、そこからはアブラハム湖まで北へ流れる。アブラハム湖の北端にはビッグホーンダムがあり、川は東のロッキーマウンテンハウスの方向へ向かう。
ロッキーマウンテンハウスで再び北へ100km流れ、東を向き変える。エドモントンでは町の中央を北東に流れ、この町を出るとスモーキーレイクの町へ向かい、そこで南東へ向きを変え、サスカチュワン州へ入る。州の境界からは南東へ流れノースバトルフォードを経由する。サスカトゥーンの手前40kmの地点で北西に転じ、プリンス・アルバートの東30kmでサウスサスカチュワン川と合流し、サスカチュワン川となる。

## 支流
- ホワイトマッド川
- バトル川